# 輝門
輝門（てるかど）は、音楽プロデューサー、ソングライターである。

## 概要
アマチュア時代に大阪のオーディション大会に参加して2位（1位はaiko）。そこからステップアップして、ビーイングと契約して上京。バンド「XL」（現在活動休止中）の元メンバーであり、XLのメンバーとして活動していた際は本名である「大西輝門（おおにしてるかど）」、ソロ活動中心の現在は輝門もしくはTerukado（ローマ字表記）のクレジットで記される。
愛内里菜、三枝夕夏 IN db、BON-BON BLANCOなどビーイング、GIZA studio所属のアーティストへ楽曲を提供。Aira Mitsukiなどの作詞、作曲、プロデュース、ユニバーサルミュージックと提携して立ち上げたメジャーレーベルのトータルプロデューサーとしてドラマ・CM・アニメ・映画タイアップなどを手掛ける。

## 概歴
- 1996年 - 徳永暁人と制作活動開始。
- 1997年 - 徳永暁人、noriakiとバンド「XL」結成。1998年4月デビュー。
- 2001年 - XL活動休止。それに伴いソロ活動開始。この頃から他アーティストへの楽曲提供を開始する。
- 2003年 - 愛内里菜3rdアルバム「A.I.R」の大半の楽曲を手掛ける。
- 2005年 - ハレンチ☆パンチのプロデューサー、「TO-WEST」名義で楽曲制作を担当。
- 2007年 - 80★PAN!、Aira Mitsukiのプロデューサーを担当。
- 2008年 - ビクターエンタテインメント、エイベックスと連携して立ち上げたメジャーレーベルのトータルプロデューサーを担当。
- 2010年 -ユニバーサルミュージックと提携して立ち上げたメジャーレーベルのトータルプロデューサーを担当。

## 主な楽曲提供・プロデュース
- 愛内里菜
  - 「pink baby's breath」「precious pain」「Red Bonds」「Deep Freeze」「White X-mas Song」「風のない海で抱きしめて」「FULL JUMP」「Over Shine」「空気」「∞INFINITY」「Fortune」「ra Happy Luppy」「Sweet Peach Tree」「Lavender Rain」「Jungle Love」「LOVE-FORMATION」「MISS YOU」「GIRLS PLAY」
- 三枝夕夏 IN db - 「Happy birthday to you」
- XL「O・K!」「このままいけば泣きたくなる」他全曲（XL名義として）
- BON-BON BLANCO - 「WHITE」
- Aira Mitsuki - 「カラフル・トーキョーサウンズ・NO.9」「キャンディーライト・モード」「チャイナ・ディスコティカ」「ROMANTIC ROPE」AL「COPY」「ロボットハニー」他
- 80★PAN! - 「白線〜スタートライン」「メガホン」「急上昇JUMP↑」「Doki! Doki! My Sister Soul」（以上ハレンチ☆パンチ）「期待値シャイニング」他
- organs cafe - 「ひとひら」「〜a four leaf clover〜」（すべて編曲はorgans cafeとの共作）「アイの人」「ヲモイノタケ」「希-こいねが-」「Love…〜friend〜」
- 岸本早未 - 「Dessert Days」「cloudy」「Clear Days」
- 北原愛子 - 「Sun rise train」
- 夏海里沙 - 「花」
- the★tambourines - 「everything is nothing」
- 高岡亜衣 - 「Sun×2 キラめく Summer boy」「イイ感じのYOU&ME」
- MARBLE TONE - 「eighteen」「Life is」「Primary shout」「Reason」他
- LAURA LIZA - 「PARAISO」「1-2-3 vamos!!」「GRADUACION」他
- OUTSIDE SIGNAL - 「ガンバレって歌」「VIVA⇔MyBONDS」他

## レコーディング参加
- 上原あずみ - 「Bye Bye My BLUE SKY」
- the★tambourines - 「maybe…still」

## ライブ参加
- 「GIZA studio R&B PARTY at the“Hills パン工場”[堀江]vol.1」